# Социална профилактика
Вижте пояснителната страница за други значения на профилактика.
Социалната профилактика е комплекс от политически и социални мерки, и мероприятия за предотвратяване на нежелани обществени явления: експлоатация на детски труд и детска проституция, престъпления, нарушения на обществения ред, пристрастяване към наркотици, самоубийства, асоциализация, стигматизация, дискриминация и др.
В социологическите науки профилактиката често се означава като „превенция“, от английския термин за „профилактика“ – prevention.